# Scuola di San Sebastiano
La scuola di San Sebastiano est une école vénitienne qui abritait une école de dévotion et de charité sise au campo San Sebastiano dans le sestiere de Dorsoduro.

## Historique
En 1471, le Conseil des Dix Diese accorda aux ermites, qui construisirent l'église de San Bastian, de fonder une confrérie dédiée à leur propre patron pour protéger la ville contre la peste. La mariegola (statut) est alors établie, qui contient les prescriptions habituelles pour les confrères: aide pour les pauvres, participation aux messes ordonnées et celles au suffrage des morts par le régisseur avec son banc. La même année, la Schola conclut des accords avec les ermites, recevant une zone près de l'église, baignée par le Rio de San Basegio, pouvant construire librement son quartier général mais sans traverser l'angle de l'église. Au XVIe siècle, la schola a procédé à la construction le long de la rive le long du rio.
En 1572, fut fondé le sovegno et les règles d'accès préparées. Ce sera l'intendant de la schola qui dirigera le sovegno, assisté de douze membres de ce même sovvegno.
En 1586, la schola accorda aux ermites de construire, à leurs frais, une salle au-dessus du bâtiment de la schola, en prenant soin de renforcer les fondations. L'année suivante, il a été décidé de faire deux beaux balcons au moderne de suso, comme ceux qui étaient en place sora la piazzetta.
Depuis 1590, le sovegno a commencé à avoir des problèmes économiques, se produisant souvent des déséquilibres entre les dépenses d'assistance et les paiements des membres. Une augmentation des contributions et une évaluation plus attentive des demandes d'assistance sont introduites.
En 1597, il fut décidé de faire construire les bancs de la Schola da Basso. En 1627, à la demande des ermites, le Provedadori de Comun déclina la schola et chargea le prieur du couvent de réunir le Chapitre général pour arriver à une nouvelle élection. En 1640, la schola a fleuri à nouveau, mais en 1657 elle a tendance à s'estomper et finalement en 1754, les membres sont réduits à 38. En 1759, la schola est pratiquement abandonnée: seuls deux confrères sont présents au chapitre général; le gardien informe les Provedadori de Comun de la chose et leur donne les clés de la schola, qui commencent les pratiques de suppression et l'année suivante ils ordonnent la fermeture en confiant l'argent à la garde de la schola du Santissimo de l'église voisine d'Anzolo Rafael, tandis que les ermites se voient attribuer la propriété.
Après la chute de la République, le couvent fut supprimé suivant les décrets napoléoniens de 1807. Après diverses vicissitudes, la schola et l'ensemble du complexe conventuel est aujourd'hui destiné à accueillir les salles de classe de l'Université. Sur le mur près de l'entrée de l'ancien monastère, un haut-relief représentant un saint Sébastien est muré dans une niche du XVIe siècle avec l'inscription SCOLA DE SAN SEBASTIAN.